# Dighton, Kansas
Dighton, Kansas (енгл. Dighton) град је у америчкој савезној држави Канзас.

## Демографија
По попису из 2010. године број становника је 1.038, што је 223 (-17,7%) становника мање него 2000. године.
| Група             | 2000.         | 2010.       |
| Белци             | 1.213 (96,2%) | 968 (93,3%) |
| Афроамериканци    | 0 (0,0%)      | 6 (0,6%)    |
| Азијати           | 2 (0,2%)      | 3 (0,3%)    |
| Хиспаноамериканци | 24 (1,9%)     | 32 (3,1%)   |
| Укупно            | 1.261         | 1.038       |